# Похмурий сум
«Похмурий сум» (англ. Dark Blue) — американський нео-нуарий кримінальний трилер 2002 року, знятий Роном Шелтоном за сценарієм Девіда Ейра, заснований на історії, написаній кримінальним романістом Джеймсом Еллроєм. У ролях Курт Расселл, Скотт Спідман, Вінг Реймс і Брендан Глісон.

## Сюжет
Лос-Анджелес, 1992 рік. Фільм починається in medias res з сержанта поліції Лос-Анджелеса Елдона Перрі, який ходить по кімнаті мотелю з дробовиком і пістолетом.
За пʼять днів до того четверо людей гинуть і один отримує поранення, коли двоє злочинців, Дерріл Орчард і Гері Сідвелл, грабують цілодобову крамницю, щоб отримати доступ до офісного сейфу. Тим часом Перрі захищає свого напарника, детектива Боббі Кіфа, на внутрішньому слуханні щодо застосування ним сили з летальним наслідкамом у попередній справі; Кіфа виправдовують. Пізніше Перрі та Кео святкують майбутнє підвищення Перрі зі своїм начальником (і дядьком Кео), Джеком Ван Метером. Ван Метр — корумпований коп, який часто заохочує своїх підлеглих фальсифікувати докази, пізніше того ж вечора відвідує будинок Орчарда та Сідвелла і забирає вкрадені з сейфа гроші, зробивши їм зауваження за необачну поведінку під час пограбування.
Ван Метр доручає Перрі та Кіо розслідувати пограбування, забезпечуючи фальшиве алібі для Орчарда та Сідвелла і наказуючи їм повісити злочин на когось іншого. Тим часом, помічник начальника поліції Артур Холланд вважає свідчення Перрі на слуханні справи Кіфа підозрілими, сумніваючись у тому, що Кіф убив підозрюваного, як йому інкримінували. Його асистентка, Бет Вільямсон, переглядає досьє на цих двох чоловіків і бачить, що чоловік, з яким вона раніше мала анонімний випадковий секс і є Кіф.
Отримавши ордер на обшук, використовуючи підступні методи, команда SWAT вривається до будинку колишніх в'язнів, які мають стати "козлами відпущення" для Перрі. Одному з них вдається втекти, але його наздоганяють Перрі та Кіф. За наказом Перрі, Кео неохоче вбиває невинну людину і залишається приголомшеним. Пізніше, коли Перрі повертається додому, він дізнається, що дружина йде від нього. Тим часом Кео відвідує Вільямсона і зізнається у вбивстві, пропонуючи свідчити проти Перрі у справі про корупцію. Ван Метер підмовляє Перрі і грабіжників убити один одного саме тоді, коли починаються заворушення в Лос-Анджелесі.
Вважаючи, що Перрі був посланий Ван Метером вбити Орчарда і Сідвелла, Кіф і Вільямсон також їдуть на адресу грабіжників. Зрештою, всі троє зустрічаються у провулку, але Орчард і Сідвелл вбивають Кіо. Вільямсон зі сльозами на очах звинувачує Перрі в тому, що сталося. Перрі повідомляє про інцидент, недовго вагаючись, перш ніж переслідувати Орчарда і Сідвелла. Під час заворушень Сідвелла витягують з машини і б'ють до смерті, а Орчард потрапляє в полон до Перрі. Потім Перрі вирушає на церемонію свого підвищення, де зізнається в корупції, звинувачує Ван Метера і добровільно йде під арешт.

## Акторський склад
| Актор            | Роль                                |
| ---------------- | ----------------------------------- |
| Курт Расселл     | сержант Елдон Перрі                 |
| Скотт Спідман    | детектив Боббі Кіф                  |
| Брендан Глісон   | командир Джек Ван Метр              |
| Вінг Реймс       | помічник начальника Артур Холланд   |
| Майкл Мішель     | сержант Бет Вільямсон               |
| Master P         | "Маніяк"                            |
| Kurupt           | Дерріл Орчард                       |
| Деш Мігок        | Гері Сідвелл                        |
| Джонатан Бенкс   | заступник начальника Джиммі Баркомб |
| Лоліта Давидович | Саллі Перрі                         |

## Виробництво
У вересні 2000 року було оголошено, що Intermedia придбала історію Джеймса Еллроя для розробки фільму. У лютому 2001 року Курт Рассел підписав контракт на головну роль у фільмі, який мав зняти Рон Шелтон за сценарієм Девіда Ейра, який переписав початковий сценарій Еллроя. Еллрой написав сценарій ще в 1993 році спеціально під Курта Рассела на головну роль. Наступного місяця Вінґ Реймс доєднався до акторського складу.